# Die Another Day (canção)
"Die Another Day" é uma canção da artista musical estadunidense Madonna, contida no filme de mesmo nome e em seu nono álbum de estúdio American Life (2003). Foi incluída na compilação Celebration (2009). Com o fraco desempenho comercial da canção anterior de James Bond, a Metro-Goldwyn-Mayer (MGM) queria um artista bastante conhecido na mídia para interpretar a canção-tema do próximo filme da sequência 007, e escolheram Madonna. Ela escreveu e produziu a faixa com Mirwais Ahmadzaï, enquanto o compositor francês Michel Colombier foi convidado para as sessões das cordas do número. A obra estreou nas rádios estadunidenses em 11 de outubro de 2002, servindo como o primeiro single do disco através da Maverick Records. Sendo comercializada em formato físico e digital em 22 de outubro seguinte.
O número passou por diversas interpolações, e após ver a versão original do filme, Madonna adaptou a música para seus temas, descrevendo-a como uma metáfora para destruir seu ego. A equipe tentou os menos jeitos de produzir a canção para tornar seu som mais áspero. Ahmadzaï rearranjou "Die Another Day" em sua casa em Paris, enquanto Colombier terminou as cordas da música em Los Angeles. Musicalmente, o tema possui elementos proeminentes do dance-pop e do electroclash, e mistura cordas e interpolações eletrônicas. Madonna gagueja durante toda a canção, e o refrão da canção possui cortes.
Críticos de música especializada deram resenhas mistas para "Die Antoher Day", dos quais prezaram a faixa por ser essencial para filmes de James Bond, enquanto outros receberam negativamente sua produção e conteúdo lírico, chamando-a de "desinteressante". No entanto, teve um desempenho favorável nas tabelas musicais, listando-se entre as dez obras mais executadas na Alemanha, na Austrália, na Áustria, na Bélgica, no Canadá, na Dinamarca, na Espanha, na Finlândia, na Grécia, na Suécia e na Suíça. Atingiu o oitavo posto na Billboard Hot 100 dos Estados Unidos, enquanto tornou-se a faixa mais executada na compilação genérica Hot Dance Club Play nos anos de 2002 e 2003.
Seu vídeo musical foi dirigido pela equipe sueca Traktor, e estreou na emissora estadunidense MTV em 22 de outubro de 2002 no especial Making the Video. As cenas retratam Madonna como uma prisioneira e suas personalidades do bem (vestida de branco) e do mal (vestida de preto) lutando esgrima. No final da gravação, a personalidade do mal morre com uma flecha e Madonna escapa de ser morta numa cadeira elétrica, fazendo alusão de que o bem sempre vence o mal. O uso de letras judaicas no vídeo causou controvérsia em países como Israel, com estudiosos em Cabala e Judaísmo recebendo o vídeo negativamente. Madonna apresentou "Die Another Day" na turnê Re-Invention Tour (2004) como parte do segmento Circus-Cabaret e na turnê Sticky & Sweet Tour (2008) como interlúdio para o segmento Old School. Madonna também apresentou o número apenas uma vez na turnê The MDNA Tour (2012) durante um pocket-show, feito para um público estimado em 2.700 pessoas.

## Antecedentes

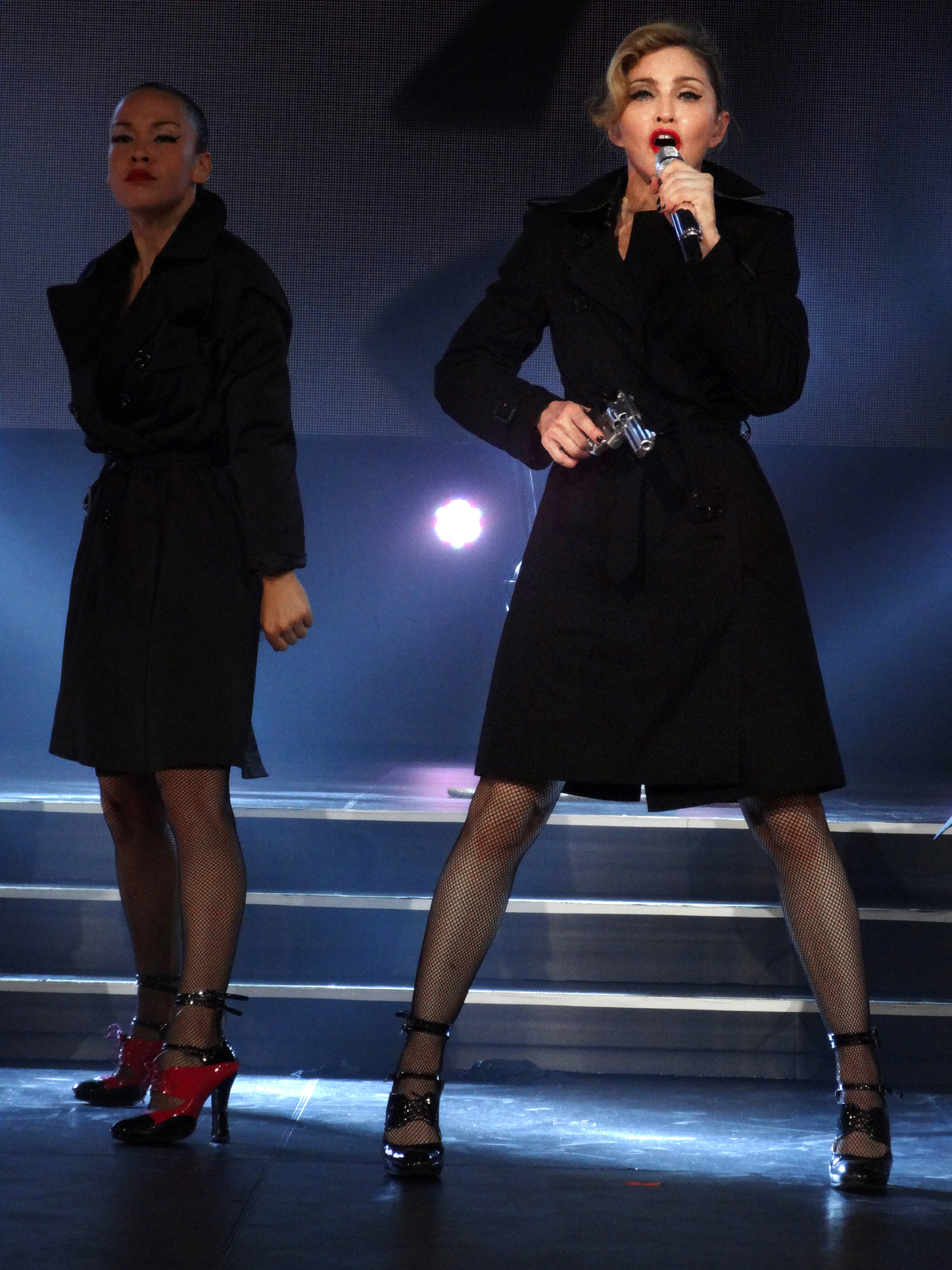
Madonna performando o mashup de "Die Another Day" e "Beautiful Killer" durante sua parada da MDNA Tour em Paris, França, em 26 de julho de 2012

Após os ataques do 11 de setembro de 2001 enquanto estava se apresentando com a turnê Drowned World Tour (que se tornou a com maior arrecadação naquele ano nos Estados Unidos), Madonna começou a escrever canções para seu nono álbum de estúdio American Life com o produtor e DJ francês Mirwais Ahmadzaï, com quem havia trabalhado anteriormente no álbum Music (2000). No entanto, a concepção do disco foi pausada após Madonna trabalhar simultaneamente no filme Swept Away em Malta e na peça Up for Grabs. Na mesma época, a Metro-Goldwyn-Mayer (MGM) estava trabalhando no vigésimo filme da saga do espião 007, intitulado Die Another Day. O filme anterior, The World Is Not Enough (1999), foi um sucesso comercial, arrecadando 362 milhões de dólares mundialmente. Contudo, o single de mesmo nome não teve reconhecimento nos Estados Unidos, fazendo a Metro-Goldwyn-Mayer escolher uma pessoa bastante conhecida na mídia para interpretar a canção-tema do filme Die Another Day.
A Metro-Goldwn-Mayer escolheu Madonna após perceberem o sucesso de "Beautiful Stranger" (1999), contida na trilha sonora do filme Austin Powers: The Spy Who Shagged Me e que venceu a categoria Melhor Canção Escrita para Mídia Visual no Grammy Awards. Anita Camrata, vice-presidente executiva da MGM, explicou a escolha em Madonna no ano de 2002: "Você tem uma chance com qualquer artista. Mas com Madonna é totalmente diferente, ela é uma cantora de faixas extraordinárias. Ela escreveu canções para filmes anteriormente, e sempre foram perfeitas". Em fevereiro do mesmo ano, fontes da gravação do filme revelaram que eles estavam negociando com Madonna para cantar a faixa-título e aparecer em Die Another Day. O acordo da canção foi confirmado no mês seguinte, e jornalistas relataram que era um contrato complexo e que custou cerca de 1 milhão de dólares para a MGM, incluindo as taxas de Madonna para a faixa, sua atuação, edição, álbum da trilha sonora do filme, lançamento em single e seu vídeo musical. Os produtores do filme divulgaram um comunicado, dizendo eles estavam "contentes que Madonna [...] concordou em compor e cantar a canção para o primeiro filme de James Bond no novo milênio. [...] Ela tem uma excelente sensação para a escrita e para executar a música em filmes, e estamos orgulhosos que ela mostrará seus talentos em Die Another Day".

## Escrita e desenvolvimento
"Mirwais [Ahmadzai] trouxe Michel [Colombier] a mim. 'Die Another Day' é cinematográfica. Estou muito animada para começar a trabalhar com uma orquestra ao vivo. Essas cordas em 'Die Another Day' são arrepiadoras, e é por isso que uma das minhas faixas preferidas".

De acordo com a MTV News, Madonna começou a trabalhar no número na semana posterior ao seu anúncio. O compositor francês Michel Colombier foi convidado para trabalhar nas cordas da canção. Colombier havia trabalhado nas cordas de "Don't Tell Me", produzida por Madonna e Ahmadzaï para o álbum Music. Depois que o acordo do single foi confirmado, Madonna e Ahmadzaï fizeram diversas fitas demos para American Life e zeraram uma das músicas em que estavam trabalhando para o filme. Posteriormente, enviaram a demo para a MGM descrevendo-a como "uma coisa de techno, uma peça eletrônica reescrita para acomodar o filme e o título". Segundo Colombier, a empresa respondeu positivamente à demo, mas queriam que Madonna e Ahmadzaï misturassem "Die Another Day" novamente com a música tradicional de James Bond de alguma maneira. A partir deste anúncio, eles contataram Colombier para o número.
Segundo Michael G. Wilson — produtor executivo do filme —, a faixa passou por inúmeras mudanças e interpolações. Liz Rosenberg, assessora de Madonna, havia inicialmente confirmado que o título da música não poderia ter o mesmo nome do filme; no entanto, segundo Wilson, "quando Madonna viu o bruto [filme] que queríamos usar, ela adaptou a canção e mudou seu título para 'Die Another Day'". Lee Tamahori, diretor do filme, estava um pouco preocupado com a faixa demo, uma vez que "parecia ter paradas e arrancadas, e não parecia ser evocativa". No entanto, ele mudou de ideia após Madonna reescrever o refrão para torna-lo adequado para o filme. Madonna explicou o processo de escrita, dizendo:
| “ | Eu me cerquei e pensei nisso por um tempo, porque esse motivo iria embora. Todos querem fazer a música-tema de um file de James Bond, e eu nunca gostei de fazer o que todo mundo gosta de fazer. É apenas uma coisa perversa em mim, certo? Então eu pensei e disse: 'Você sabe o quê? James Bond precisa ter — precisa ter techno, então...' | ” |

"Die Another Day" foi usada na sequência de abertura do filme e em treze minutos de duração, na parte em que James Bond é preso e torturado por um ano na Coreia. Esta foi uma parte da sequência normal dos títulos dos filmes anteriores de James Bond, portanto, foi difícil para Madonna fazer com que a canção passasse na parte em que é mostrada o título do filme. Anita Camarata comentou que a cantora compreendeu a essência das cenas de abertura do filme, e que a ajudou a criar a história correta com a composição. Suas referências psicológicas e estranhas em partes como "Eu vou destruir o meu ego... Sigmund Freud / Analise isto". fez Madonna assumir o que estava acontecendo no filme e em qual parte. Em uma entrevista para a revista Genre, ela disse que as letras eram sobre "destruir o ego, é sobrepor a metáfora de, você sabe, a luta entre o bem e o mal, e é definida em todo o universo de [James] Bond. James Bond está na prisão e ele sai da prisão. Como em todos os filmes de James Bond, alguém está perseguindo ele ou ele está perseguindo alguém, e é sempre uma luta entre o bem e o mal. Eu queria leva-la para outro nível. É uma espécie de metáfora".

## Gravação
Uma vez que a estrutura final da canção estava pronta, a MGM enviou à Colombier — que estava em Los Angeles — uma edição maior da sequência de abertura do filme, enquanto Ahmadzaï enviou-lhe uma versão longa da demonstração de "Die Another Day". Colombier sabia que ele tinha que fazer algo similar a uma trilha sonora na faixa. De acordo com ele, Ahmadzaï adicionou mais algumas letras, e em seguida, voou para Londres para realizar um conjunto de 60 cordas nos AIR Lyndhurst Studios. Ahmadzaï, que já estava mixando e gravado outras faixas de American Life, explicou que "o processo foi muito trabalhoso, mas uma filosofia 'menos-é-mais' se refletiu em arranjos esparsos da música. Tentamos sub-produzir algumas faixas para que elas parecessem mais ásperas do que a produção normal do pop internacional ... Nós queríamos fazer algo totalmente moderno e futurista, mas não muito aparente. Você tem que ser muito minimalista e escolher cada som cuidadosamente".
Após Colombier terminar as seções orquestrais de "Die Another Day", Ahmadzaï levou o número para sua casa em Paris, e o rearranjou completamente. Geoff Foster, engenheiro de cordas da música, lembrou que Madonna queria algo "grande e bronze", mas Ahmadzaï não queria um conjunto de cordas, uma vez que Madonna já havia feito isso em "Frozen" (1998). Colombier explicou que a versão final da obra diferiu-se do jeito que ele tinha estruturado, e que era a mistura e as ideias de Ahmadzaï: "Ele é um mestre manipulador. Sessenta cordas reais, tocadas ao vivo, tornaram-se arquivos de áudio em seu computador. Elas podem ser picadas como verdadeiros tecidos. Ele é incrivelmente brilhante com isso". Colombier também fez uma versão instrumental do tema para possíveis usos nos créditos finais do filme. Madonna participou das seções de gravação da faixa nos Olympic Studios em Londres. Durante a gravação instrumental da canção, houve uma seção de tango, que Colombier lembrou ter sido feita perfeitamente nos ensaios. No entanto, Madonna rejeitou essa parte, e pegou o microfone do estúdio e disse: "Não é sexy o suficiente, pense em sexo!".

## Composição
"Die Another Day" é uma canção electroclash. O número começa com um floreiro de cordas com duração de 11 segundos. Os vocais de Madonna se iniciam com as linhas "Eu vou acordar, sim e não / Eu vou beijar alguma parte / Eu vou manter esse segredo / Eu vou fechar meu corpo agora". O refrão segue-se com Madonna cantando com uma voz gaga na frase "Eu acho que eu vou morrer outro dia". As cordas ganham destaque novamente aos dois minutos e vinte segundos. Durante o verso intermediário, Madonna ri "estridentemente" e sussurra "Eu preciso dormir agora". A canção termina com interpolações de redemoinhos eletrônicos, até que a orquestra desaparece. Sterling Clover, do The Village Voice, disse que o fim da canção lembra os tambores e baixos microhouse do gênero da canção, com fragmentos harmônicos de "cacofonia".
A letra foi escrita por Madonna e Mirwais Ahmadzaï. De acordo  com a partitura publicada no Musicnotes.com, a canção é composta na assinatura de tempo comum com um rápido ritmo de 130 batidas por minuto. É composta na clave de mi maior, com Madonna atingindo os vocais de B3 e D♯5. A progressão de acordes do número segue a sequência Cm-G♯-Cm-B♯-Cm. Sua instrumentação é composta por teclados, sintetizadores, cordas, violinos e harpas.

## Recepção

### Crítica profissional

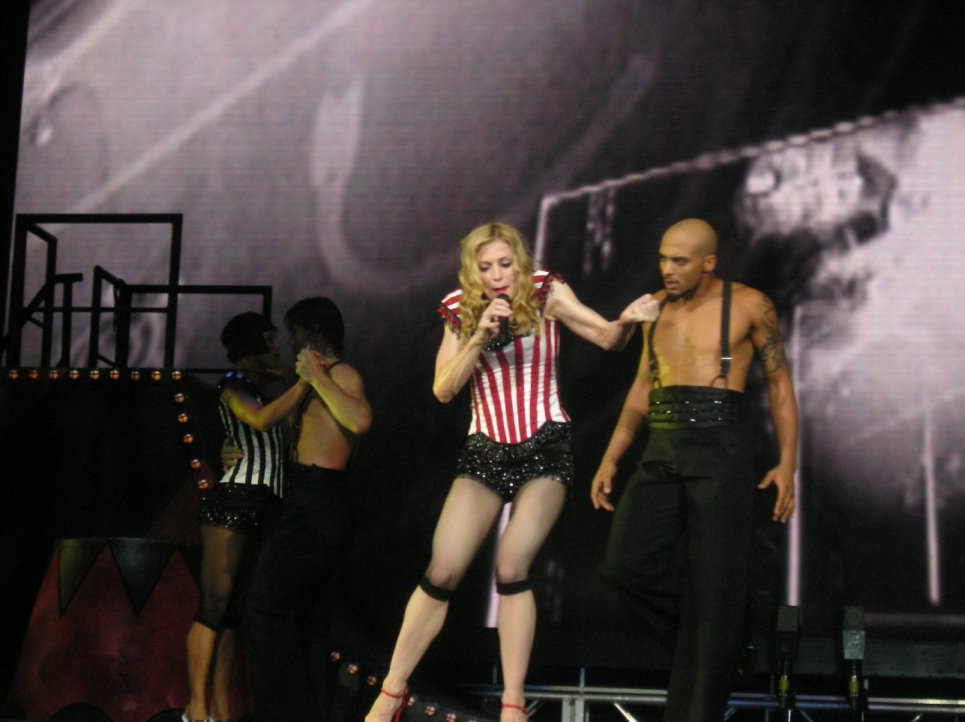
Madonna apresentando "Die Another Day" durante a turnê Re-Invention Tour, em 2004.

Em seu livro Madonna: Like an Icon, a escritora Lucy O'Brien disse que "com suas cordas esfaqueadoras de techno e voz desencarnada, [a canção] foi quase um tema anti-Bond". James Hannaham, da revista Spin, deu uma resenha positiva para a faixa, comentando que "é uma canção melodramática brilhante, que soa como uma resposta exótica de um mundo enlouquecido. Enquanto são executados assustadores arranhões na orquestra, Mirwais luta para desarmar uma bomba-do-sintetizador Moog antes que ela exploda, e Madonna declara "Não é minha hora de ir". Escrevendo para o Yahoo! Music, Dan Gennoe revisou que "com o estilo da relação do conteúdo pesado [em American Life], é difícil não ver uma faixa dimensional de boates tentando desmaiar dificilmente para ser muito inteligente, especialmente quando os dentes estridentes 'anti-Bond' do tema de James Bond 'Die Another Day' se explodem em vista". Revisando o álbum American Life, Ed Howard, da revista Stylus Magazine, descreveu a canção como "um grande hit fatiado-e-pronto do electroclash ferrado". Sal Cinquemani, da revista Slant Magazine, considerou a canção como "futurista" e acreditou que a canção "foi pregada em uma lista de faixas que, seguramente, American Life não será o único álbum de Madonna que terá menos hits". Sterling Clover, do The Village Voice, descreveu a faixa como "a formação de bolhas indestrutíveis, hostis e desconfortáveis como um single, uma faixa dançante, um tema de James Bond". Chuck Taylor, da Billboard, deu uma revisão positiva para o número, comentando que apesar da proeminência "de blips e zaps rabiscados e efeitos suficientes nos vocais de Madonna tornando-os praticamente não-humanos", a canção pega mais sons e inovadores de seu oitavo álbum de estúdio Music (2000). Taylor explicou detalhadamente:
| “ | É um número ímpar, um tanto desconexo, um pouco sem sentido, e não tão melódica como um jam altamente estilizado — mas nunca se subestima às motivações da longa e duradoura Madonna, e com certeza, com a escuta repetida, há vidas inteligentes o suficiente em um ganho que afunda na consciência para tornar esta uma jornada cativante. Puristas de James Bond podem se encontrar tão irregularmente que o melodrama tradicional que marca essas músicas-tema é omisso aqui, mas o rádio saltou nas semanas de lançamento da canção, o que certamente atiçou as chamas da publicidade para o próximo filme ... Marque outro olho de boi para Madonna. | ” |

Em seu livro The Complete Guide to the Music of Madonna, o escritor Rikky Rooksby analisou a obra como "melodicamente desinteressante e harmonicamente repetitiva". Ele sentiu que a edição gaga de Ahmadzaï não permitiu que a música ganhasse todo o seu potencial, e portanto, os únicos prazeres na canção eram as cordas e os acordes. Rooksby concluiu que "'Die Another Day' revela muito sobre a diminuição da qualidade da composição de obrigações iniciais e não é melhor do que 'The World is Not Enough", e observou que "a linha Sigmund Freud é a linha mais astuta de American Life". Durante uma revisão para o The A.V. Club, Stephen Thompson chamou a canção de "pneumática" e que possui um "gancho deficiente". Ken Tucker, da revista Entertainment Weekly, criticou negativamente a canção, descrevendo-a como "uma canção horrível de James Bond", e concluiu que "não é nem um clássico de Madonna nem uma 'Madonna Diet com Limão'". Manohla Dargis, do Los Angeles Times, descreveu a faixa como "o baque techno da triste música-tema de Madonna". Em uma revisão para o filme Die Another Day, Joe Morgenstern, do The Wall Street Journal, disse que "Madonna contribui com uma participação especial muda ao lado de uma música-tema metálica". Todd McCarthy, da revista Variety, descreveu o número como "banal". Durante uma resenha para o filme Die Another Day, A. O. Scott do jornal estadunidense The New York Times, descreveu os vocais de Madonna como "sinais eletronicamente avançados".

### Reconhecimento
"Die Another Day" foi nomeada na categoria Melhor Canção Original do Globo de Ouro, mas perdeu para "The Hands that Built America", gravada pela banda irlandesa U2 para o filme Gangs of New York. Foi nomeada na categoria Best Dance Recording e Best Shor Form Music Video durante a 46ª edição dos Grammy Awards, que aconteceu em 2004; no entanto, perdeu para "Come Into My World" de Kylie Minogue e "Hurt" de Nine Inch Nails, respectivamente. Foi também nomeada para Worst Original Song durante o Framboesa de Ouro de 2002, enquanto que Madonna ganhou o prêmio de Worst Supporting Actress por sua participação no filme Die Another Day. Em uma transmissão do programa James Bond's Greatest Hits, a canção foi nomeada como a nona melhor canção-tema de um filme de James Bond. No entanto, venceu o prêmio "Overwhelming Number One" entre as pessoas com menos de 24 anos. Neil McCormick, editor da seção de música rock do The Daily Telegraph, nomeou a faixa como a quinta melhor canção-tema de James Bond, descrevendo "Die Another Day" como um trabalho de R&B que foi "expressivamente estranha, brutalmente moderna, satisfatoriamente original e evocativa do coração escuro de James Bond. Além disso, Madonna realmente parece que ela pode ser um jogo para James Bond em qualquer cama ou campo de batalha. Ou ambos". A revista musical Rolling Stone listou "Die Another Day" como a sétima melhor canção-tema de James Bond, em uma lista que compilou as dez melhores canções-tema de James Bond.

## Vídeo musical

### Desenvolvimento

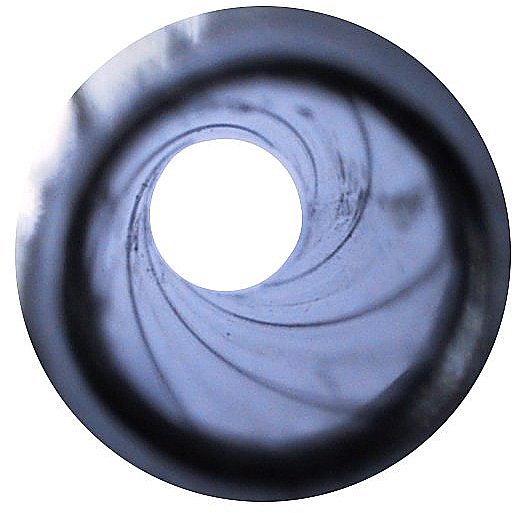
A sequência dos canhões dos filmes de James Bond foi usada como a última cena do videoclipe.

O videoclipe foi dirigido por Traktor, uma equipe de direção sueca conhecida por vários anúncios de TV. Foi filmado de 22 a 27 de agosto de 2002 no Hollywood Center Studios em Hollywood, Califórnia. Os custos totais de produção do vídeo foram de cerca de US$ 6,1 milhões (US $ 8,67 milhões em dólares de 2019), tornando-o o segundo videoclipe mais caro já feito, depois de "Scream" de Michael Jackson e Janet Jackson. Em entrevista ao jornal norueguês Dagbladet, Ole Sanders, da Traktor, lembrou que em maio de 2002 Madonna lhes enviou uma carta manuscrita, juntamente com uma versão demo de "Die Another Day". A equipe estava em Praga, gravando um videoclipe para o The Prodigy. "Nós pensamos que era uma piada, já que a carta era longa e escrita à mão. Mas a música parecia suspeita com ela", explicou Sanders. Ele foi convidado a ir ao Pinewood Studios, em Londres, para assistir a uma versão pela metade do filme de Bond com a produtora Barbara Broccoli. Mais tarde, Sanders e um de seus colegas convidaram Madonna para sua casa em Londres para discutir o vídeo. No verão de 2002, ele compilou a ideia do vídeo com as contribuições de Madonna:

Recebemos e-mails diários com comentários concisos, inequívocos e, ocasionalmente, divertidos. Ela trabalha muito duro com bom senso e detalhes, e ficou claro para nós como ela permanece no topo por vinte anos. Não adiantava estar despreparado com ideias vagas disfarçadas de criatividade, e não havia lugar para se esconder ... Primeiro, parecia fazer bobagem, depois é divertido e é algo que será visto. O projeto nos coloca em contato com atores interessantes do cinema e da música.

O vídeo foi desenvolvido como um clipe independente de Madonna, sem qualquer filmagem do filme de Bond, mas ainda era inspirado em Bond. Ela retratou Madonna em uma câmara de tortura como prisioneira e também combate sequências em que a cantora duela consigo mesma. A pós-produção e os efeitos visuais do vídeo foram feitos pela Moving Picture Company (MPC), de Londres. Eles criaram efeitos "invisíveis" para as sequências de luta, permitindo que Madonna filmasse dois personagens. Traktor explicou que todas as cenas do vídeo usavam alguns efeitos visuais, coordenados pelo artista principal do grupo, Christophe Allender. Os diretores não queriam usar muitas cenas para as cenas de duelo, que eles acreditavam que teriam restringido sua liberdade criativa. Efeitos adicionais de pós-produção incluíram compor a sequência da luta como um tema coeso, adicionar sangue às feridas infligidas a Madonna e adicionar fotos digitais das janelas contra a tela verde onde as fotos foram tiradas. A cena final mostrou a sequência característica dos canhões dos filmes de Bond. O artista do MPC, Ziggy Zigouras, usou uma resolução 2K filmado e adaptado de acordo com as especificações da Traktor. Finalmente, em vez de classificar a impressão do filme, o MPC usou os negativos para obter imagens mais nítidas e limpas.
A estreia do vídeo ocorreu nos canais da MTV em todo o mundo em 10 de outubro de 2002, uma primeira ocorrência na história do canal de música. O videoclipe foi incluído no CD aprimorado do single, junto com o "Making of the video". Em 2009, o vídeo foi incluído na compilação de Madonna, Celebration: The Video Collection.

### Sinopse

No final do vídeo musical, Madonna é vista como uma prisioneira prestes a ser eletrocutada em uma cadeira elétrica.

O vídeo se inicia com Madonna sendo arrastada por dois soldados em um corredor escuro e sombrio, sendo, consequentemente, jogada em uma cadeira. Com seu rosto cheio de feridas, Madonna começa a interpretar os primeiros versos da canção, e são mostrados soldados coreanos rindo dela. Após isso, Madonna começa a dançar e a cantar o refrão em cima de uma cadeira, e são interpoladas a sequência de tiro proeminente em filmes de James Bond. Também são intercaladas cenas das personalidades do mal e do bem de Madonna lutando esgrima em um museu de James Bond. Após dizer "Sigmund Freud", são mostradas cenas das personalidades de Madonna descobrindo quem é sua rival. Depois disso, Madonna é jogada em uma câmara de água gelada, e ela começa a cantar a próxima estrofe, cuja cena é intercalada com as personalidades de Madonna lutando esgrima.
A personalidade do mal de Madona acerta a cintura da personalidade do bem, que, consequentemente, acerta Madonna. Ela anda em uma corrente e acaba acertando um espelho, que revela o chefe dos soldados. As personalidades continuam lutando, e acertam diversos objetos do museu com as espadas de esgrima. Na câmara de tortura, Madonna faz algumas poses de Yoga. Esta cena é intercalada com a personalidade malvada de Madonna abrindo uma porta que dá passagem a uma segunda parte do museu dos filmes de James Bond. A luta de esgrima acaba virando uma guerra, com as personalidades acertando objetos do museu em sua rival. Enquanto isso, Madonna (na câmara de tortura) amarra seu braço esquerdo com uma fita preta escondida atrás de uma cadeira elétrica. À medida que a execução começa, os soldados tentam amarrar Madonna na cadeira elétrica, enquanto ela ri estridentemente e os afasta com socos, chutes e cuspes.
À medida que a luta entre as personalidades torna-se cada vez mais agressiva, a personalidade bondosa de Madonna atira um arco contra a personalidade malvada da cantora, que, consequentemente, morre. Os soldados se preparam para executar Madonna; entretanto, a personalidade do mal de Madonna já está morta, e Madonna consegue escapar da execução, fazendo uma metáfora de que o bem vence o mal. Na câmara executora, os solados correm para inspecionar se Madonna escapou da execução e observam três letras presentes na Cabala ('לאו), que é intercalada com a imagem de um homem barbudo rindo deles. Madonna é vista correndo no corredor e abre uma porta. O vídeo termina com o desenho de Madonna correndo  para fugir da câmara de tortura, que é entornado com a sequência de tiro presente nos filmes de James Bond.

### Recepção e análise
Segundo o autor Santiago Fouz-Hernández, o vídeo empregou uma estratégia de divisão de identidade na qual as duas Madonnas lutam entre si. Com isso, ela estava referenciando seus vídeos anteriores, onde essas táticas foram empregadas, como o de "Music", "Papa Don't Preach" e "Human Nature". Joanna Rydzewska, uma das autoras do livro Representing Gender In Cultures, analisou que as imagens violentas no vídeo eram a maneira de Madonna retratar a violência que ela enfrentara durante seu casamento "tumultuoso" com o ator Sean Penn; ela acrescentou que o vídeo contrasta com a "artista tremendamente independente que ela é". O final do vídeo provocou discussões sobre as palavras impressas na cadeira elétrica, uma frase que pode ser interpretada como "grande fuga" ou "liberdade". Segundo o The Sydney Morning Herald, alguns estudiosos do judaísmo ficaram irritados com os textos e objetos religiosos judaicos que apareciam no vídeo. Um dos conselheiros da Cabala de Madonna, Michael Berg, explicou que "as letras hebraicas que Madonna exibe, lamed, aleph, vov — aproximadamente equivalente a L, A, V — formam um dos 72 nomes de Deus e denotam uma diminuição do ego. para se conectar com alegria e satisfação". Segundo ele, vestir tefilin representava "diminuição do desejo de receber e um fortalecimento do desejo de compartilhar. Mas para uma mulher não usar tefilin ainda não é uma prática comum, e para um gentio usar tefilin pode ser considerado por alguns judeus como sacrilégio".
Em 2004, a cantora deveria visitar Israel sobre sua prática de Cabala. No entanto, judeus ultraortodoxos protestaram contra sua viagem, dizendo que Madonna desonrou a religião com seu retrato de usar filactérias/tefilin no braço — um costume judaico geralmente reservado para homens — no videoclipe. Os títulos israelenses haviam aconselhado a cantora a não fazer a viagem, mas a cantora continuou sua visita aos túmulos de sábios judeus, bem como a santuários como o túmulo de Raquel, na periferia de Belém, local de sepultamento tradicional da matriarca bíblica Raquel. "Die Another Day" foi nomeado para Melhor Vídeo de um Filme no MTV Video Music Awards de 2003, mas perdido. Ganhou o troféu "Vídeo da Trilha Sonora do Ano" no MVPA Awards de 2003.

## Créditos
Lista-se abaixo os profissionais envolvidos na elaboração de "Die Another Day", de acordo com o encarte do álbum American Life:
| - Madonna: vocais principais, vocais de apoio, escrita e produção - Mirwais Ahmadzaï: escrita, produção e programação - Tim Young: masterização de áudio nos Metropolis Studios, Londres - Mark "Spike" Stent: mixagem de áudio nos Olympic Studios e Westlake Audio - Michel Colombier: arranjo de cordas | - Geoff Foster: engenharia de cordas nos AIR Lyndhurst Studios, Londres - Tom Hannen: assistência de engenharia - Simon Changer: assistência de engenharia - Tim Lamber: assistência de engenharia |

## Lista de faixas e formatos
| Maxi-Single dos EUA 1. "Die Another Day (Radio Edit)" – 3:27 2. "Die Another Day (Dirty Vegas Main Mix)" – 10:08 3. "Die Another Day (Thee RetroLectro Mix)" – 7:00 4. "Die Another Day (Thunderpuss Club Mix)" – 9:25 5. "Die Another Day (Deepsky Remix)" – 7:27 6. "Die Another Day (Brother Brown's Bond-Age Club)" – 7:51 | CD1 do Reino Unido 1. "Die Another Day (Radio Edit)" – 3:27 2. "Die Another Day (Thunderpuss Club Mix)" – 9:25 3. "Die Another Day (Thee RetroLectro Mix)" – 6:59 CD2 do Reino Unido 1. "Die Another Day (Radio Edit)" – 3:27 2. "Die Another Day (Dirty Vegas Main Mix)" – 10:08 3. "Die Another Day (Deepsky Radio Edit)" – 4:06 |

## Desempenho comercial
Após ter sido reproduzida 35 milhões de vezes em sua semana de lançamento, "Die Another Day" debutou na 41ª colocação na Billboard Hot 100. Foi a segunda maior estreia do ano na tabela, apenas atrás de "All I Have", parceria de Jennifer Lopez e LL Cool J. Na mesma semana, estreou nos postos de número 19, 40 e 42 nas compilações genéricas Mainstream Top 40, Adult Top 40 e Hot 100 Airplay, respectivamente. Em sua segunda semana de ascensão nos gráficos, subindo para a vigésima oitava posição na Billboard Hot 100. Em sua quarta semana nas tabelas, subiu da 18ª posição para o 8ª emprego na Billboard Hot 100 após ter sido comercializada em formato físico e digital. Com isto, Madonna ultrapassou os The Beatles (com 34 canções) e ficou atrás de Elvis Presley (com 35 canções) entre os artistas com o maior número de canções a atingir as dez melhores posições na Billboard Hot 100. De acordo com a Nielsen SoundScan, a faixa possuiu 184 mil downloads digitais até abril de 2010 nos Estados Unidos, tornando-se uma das canções de Madonna com maior número de downloads digitais nos Estados Unidos — apenas atrás de "Hung Up" — desde 2005.
O tema estreou na 25ª posição na Canadian Hot 100, alcançado a liderança por três semanas consecutivas. Posteriormente, a Music Canada classificou-a como dupla platina, denotando vendas de quarenta mil cópias. Em território australiano, "Die Another Day" debutou na quinta colocação nos ARIA Charts, que foi sua melhor posição na tabela. Mais tarde, a Australian Recording Industry Association (ARIA) certificou o single como ouro após terem sido exportadas 35 mil cópias no território. Teve um desempenho médio na região neozelandesa, onde estreou na 22ª posição na tabela de singles da Recording Industry Association of New Zealand (RIANZ), que foi sua melhor colocação na tabela. Permaneceu apenas por três semanas na tabela.
No Reino Unido, debutou na terceira colocação na UK Singles Chart. Foi sua melhor posição na tabela. No total, permaneceu na tabela durante dezesseis semanas. "Die Another Day" foi bem sucedida na Europa, conseguindo classificar-se entre as dez obras mais executadas na Alemanha, na Áustria, na Bélgica, na Dinamarca, na Finlândia, na Irlanda, na Noruega, nos Países Baixos, na Suécia e na Suíça. Classificou-se simultaneamente entre as vinte melhores posições na França e na Hungria, atingindo a liderança na Espanha e na Itália. Com este desempenho positivos nestas nações europeias, a faixa atingiu o terceiro posto da European Hot 100 Singles.

### Tabelas semanais
| Tabela musical (2002)               | Melhor posição |
| ----------------------------------- | -------------- |
| Alemanha (GfK Entertainment Charts) | 4              |
| Austrália (ARIA Charts)             | 5              |
| Áustria (Ö3 Austria Top 40)         | 2              |
| Bélgica (Ultratop 50 de Flandres)   | 15             |
| Bélgica (Ultratop 40 de Valônia)    | 9              |
| Canadá (Canadian Hot 100)           | 1              |
| Dinamarca (Tracklisten)             | 2              |
| Escócia (OCC)                       | 4              |
| Espanha (PROMUSICAE)                | 1              |
| Estados Unidos (Adult Top 40)       | 23             |
| Estados Unidos (Billboard 100)      | 8              |
| Estados Unidos (Dance Club Songs)   | 1              |
| Estados Unidos (Mainstream Top 40)  | 4              |
| Estados Unidos (Rhythmic Songs)     | 22             |
| Europa (Hot 100 Singles)            | 3              |
| Finlândia (IFPI Finlândia)          | 4              |
| França (SNEP)                       | 15             |
| Grécia (IFPI Grécia)                | 2              |
| Hungria (MAHASZ)                    | 4              |
| Irlanda (IRMA)                      | 9              |
| Itália (FIMI)                       | 1              |
| Noruega (VG-lista)                  | 5              |
| Nova Zelândia (Recorded Music NZ)   | 22             |
| Países Baixos (Dutch Top 40)        | 4              |
| Países Baixos (Single Top 100)      | 5              |
| Portugal (AFP)                      | 1              |
| Romênia (Romanian Top 100)          | 1              |
| Reino Unido (UK Singles Chart)      | 3              |
| Suécia (Sverigetopplistan)          | 4              |
| Suíça (Schweizer Hitparade)         | 4              |

| Tabela musical (2002)                | Posição |
| ------------------------------------ | ------- |
| Austrália (ARIA )                    | 82      |
| Austrália (ARIA Singles Charts)      | 18      |
| Áustria (Ö3 Austria Top 40)          | 60      |
| Bélgica (Ultratop 50 de Flanders)    | 77      |
| Bélgica (Ultratop 40 da Valônia)     | 65      |
| Estados Unidos (Billboard Hot 100)   | 18      |
| Estados Unidos (Hot Dance Club Play) | 1       |
| França (SNEP)                        | 84      |
| Itália (FIMI)                        | 4       |
| Países Baixos (Dutch Top 40)         | 66      |
| Países Baixos (Single Top 100)       | 71      |
| Reino Unido (UK Singles Chart)       | 80      |
| Suécia (Sverigetopplistan)           | 56      |
| Suíça (Schweizer Hitparade)          | 44      |

| Tabela musical (2003)                | Posição |
| ------------------------------------ | ------- |
| Estados Unidos (Billboard Hot 100)   | 8       |
| Estados Unidos (Hot Dance Club Play) | 1       |

| Tabela musical (2000–09)             | Posição |
| ------------------------------------ | ------- |
| Estados Unidos (Hot Dance Club Play) | 18      |

| Região | Certificação | Vendas   |
| --- | ------------ | -------- |
| Austrália (ARIA) | Ouro         | 35,000^  |
| Bélgica (BEA) | Ouro         | 25,000*  |
| Canadá (Music Canada) | 2× Platina   | 20,000^  |
| França (SNEP) | Prata        | 125,000* |
| Grécia (IFPI Grécia) | Ouro         | 10,0000^ |
| Reino Unido (BPI) | Ouro         | 200,000‡ |
| *vendas baseadas apenas na certificação ^distribuições baseadas apenas na certificação ‡vendas+valores de streaming baseados apenas na certificação |              |          |